# Lothar (Frankreich)

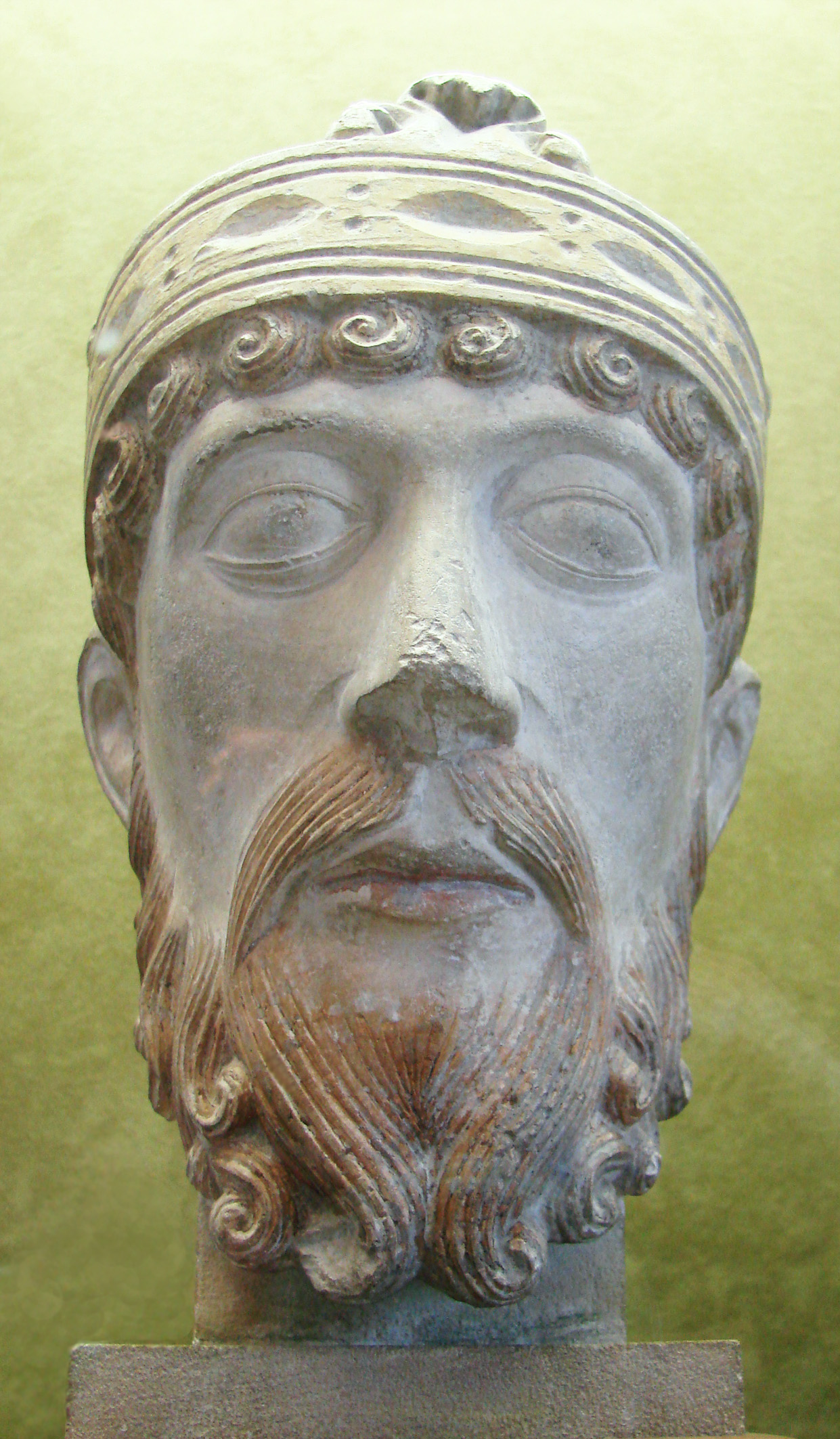
Büste von Lothar

Lothar (* Ende 941; † 2. März 986 in Laon; französisch Lothaire), König des westfränkischen Reichs (954–986), war der Sohn Ludwigs IV. des Überseeischen und der Gerberga, Tochter des ostfränkischen Königs Heinrich I. Er stammte aus dem Königsgeschlecht der Karolinger, das damals im Ostfrankenreich bereits ausgestorben war und sich im Westfrankenreich nur mit großer Mühe als Dynastie an der Macht halten konnte.

## Erste Regierungsphase in äußerem Frieden
Nach dem Unfalltod seines Vaters, König Ludwigs IV., wurde der dreizehnjährige Lothar auf Betreiben seiner Mutter Gerberga und ihrer drei Geschwister (Otto I. der Große, Herzogin Hadwig von Franzien und Erzbischof Brun von Köln) zum König gewählt und am 12. November 954 in Reims von Erzbischof Artold von Reims geweiht und gekrönt. Sein erst einjähriger Bruder Karl, der spätere Herzog von Niederlothringen, wurde dabei übergangen. Der Herzog von Franzien, Hadwigs Gatte Hugo der Große aus dem einflussreichen Adelsgeschlecht der Robertiner, der damals die westfränkische Politik dominierte, erhielt für seine Zustimmung weitreichende Konzessionen: Lothar verlieh ihm nach der Krönung die Herzogtümer Aquitanien und Burgund, was auf die Entrechtung von deren Herzögen hinauslief, die damit zu Vasallen Hugos heruntergestuft wurden. Dies bedeutete eine einzigartige Sonderstellung für den ohnehin bereits sehr mächtigen Robertiner. Das Vorhaben glückte nur in Burgund, wo Hugo seine Lehnshoheit durchsetzen konnte. 955 blieb ein Feldzug Lothars und Hugos gegen den Herzog von Aquitanien, Wilhelm III. Werghaupt, trotz eines militärischen Teilerfolgs politisch ergebnislos.
Als Hugo der Große 956 starb, trat Gerberga als Regentin in den Vordergrund; sie handelte im Einvernehmen mit ihrer Schwester Hadwig, der Mutter von Hugo Capet, und ihrem Bruder Erzbischof Brun von Köln, der zugleich Herzog von Lothringen war. Brun war faktisch Mitregent im Westfrankenreich und griff dort auch bei Bedarf militärisch ein. Lothars jüngerer Bruder Karl lebte am Hof; als er heranwuchs, kam es zu Spannungen, da ihm vom Erbe seines Vaters nichts zugekommen war. Diese Phase war durch ein enges Einvernehmen zwischen den im Ostfrankenreich herrschenden Ottonen und den westfränkischen Karolingern gekennzeichnet. Dabei fiel Otto dem Großen eine dominierende Position zu, die er noch festigte, indem er seine Stieftochter Emma mit Lothar verheiratete. Hugo Capet wurde erst 960 von Lothar zum Herzog von Franzien erhoben und trat damit in die Stellung seines vier Jahre zuvor verstorbenen Vaters ein. Otto der Große konnte als Onkel sowohl Lothars als auch Hugo Capets seiner traditionellen Politik folgen, die auf einen Ausgleich und ein Gleichgewicht zwischen Karolingern und Robertinern ausgerichtet war.

## Konflikt mit Otto II.
Nachdem Brun 965 und Gerberga 969 gestorben waren, konnte Lothar beginnen, eine eigenständige Politik zu treiben, und nach dem Tod Ottos des Großen (973) kam es zu einem völligen außenpolitischen Kurswechsel. Das Einvernehmen mit den Ottonen zerbrach, und der neue Herrscher im Osten, Otto II., wurde zum politischen und militärischen Gegenspieler Lothars, während der traditionelle Gegensatz zwischen Karolingern und Robertinern in den Hintergrund rückte.
Schon Lothars Großvater Karl III. der Einfältige und sein Vater Ludwig IV. hatten mit unterschiedlichem Erfolg versucht, im regnum Lotharii (Lotharingien), dem Ursprungsland ihrer Dynastie, den ostfränkischen Einfluss zurückzudrängen und das Gebiet für ihr Reich zurückzugewinnen, wobei sie auch zu den Waffen griffen. Den Ausgangspunkt der Konflikte zur Zeit König Lothars bildete der Streit um die Grafschaft Hennegau, die zum Herzogtum Lothringen gehörte, das damals der Hoheit des ostfränkischen Reichs unterstand. Herzog Brun hatte den Grafen Reginar III. Langhals geschlagen und im Jahr 958 verbannt; Reginars damals noch unmündige Söhne Reginar IV. und Lambert I. büßten dadurch ihr Erbrecht ein und flohen ins Westfrankenreich. Als sie herangewachsen waren, versuchten sie ab 973, sobald Otto der Große nicht mehr am Leben war, ihre Erbgüter gewaltsam wiederzuerlangen. Für dieses Anliegen fanden sie am Hof Lothars und im westfränkischen Adel breite und tatkräftige Unterstützung. Ein erster Angriff auf den Hennegau verlief zunächst erfolgreich, wurde dann aber von Otto II. persönlich zurückgeschlagen; an einem zweiten im Jahr 976, der die volle Unterstützung des westfränkischen Hofes hatte, beteiligten sich Gefolgsleute Hugo Capets und sogar Karl, der jüngere Bruder König Lothars, so dass der Feldzug wie ein gemeinsames Unternehmen der westfränkischen Führungsschicht erschien. Die Invasionsstreitmacht erlitt jedoch bei Mons eine Niederlage.
Danach gelang es Otto II., den Konflikt durch geschicktes Nachgeben zu entschärfen; er gab im Mai 977 Reginar und Lambert ihre Erbgüter mit Ausnahme von Mons zurück. Überdies konnte er sogar Karl auf seine Seite hinüberziehen. Der ehrgeizige Königssohn Karl war weiterhin ohne eigenen Herrschaftsraum; er zerstritt sich mit seinem Bruder, König Lothar, dessen Frau Emma er des Ehebruchs mit Bischof Adalbero von Laon beschuldigte. Lothar reagierte auf den Skandal, indem er Karl des Landes verwies. Otto II. nahm den Verbannten auf und belehnte ihn mit dem Herzogtum Niederlothringen (dem nördlichen Teil des Herzogtums Lothringen). So brachte er es fertig, den traditionellen Anspruch der Karolinger auf Lothringen teilweise zu befriedigen und zugleich dort einen Feind des Westfrankenkönigs zu installieren. Lothar wertete dies als feindlichen Akt und unternahm 978, unterstützt von Hugo Capet, einen Überraschungsangriff auf Aachen, um Otto gefangen zu nehmen, der sich dort nichtsahnend aufhielt. Der Handstreich missglückte nur knapp; Otto musste mit seiner schwangeren Gemahlin Theophanu hastig nach Köln fliehen. Nach der Einnahme Aachens wurde die alte Kaiserpfalz geplündert und Lothar ließ den auf ihrem Dach angebrachten Adler, der nach Westen gerichtet stand, nach Osten drehen, um seine Überlegenheit und seinen Herrschaftsanspruch augenfällig zu demonstrieren. Darüber hinaus vermochte er jedoch nichts auszurichten; er zog sich wieder zurück und entließ sein Heer.
Lothars Handstreich war nicht nur gescheitert, sondern führte zu einem massiven Gegenschlag Ottos, der – um sich propagandistisch von der Hinterlist seines Widersachers abzusetzen – seinen Gegenangriff auf Lothars Reich für den 1. Oktober förmlich ankündigte. Auf einer Reichsversammlung in Dortmund wurde ein entsprechender Beschluss gefasst und der Feldzug begann planmäßig. Die westfränkische Seite ließ es nicht auf eine Feldschlacht ankommen. Das Invasionsheer konnte zwar die Pfalzen Attigny und Compiègne einnehmen und in Brand stecken und auch die Stadt Laon erobern, scheiterte aber bei der Belagerung von Paris, das von Hugo Capet verteidigt wurde. Der Wintereinbruch und Krankheiten zwangen das ottonische Heer zum Rückzug, und beim Übergang über die Aisne wurde Ottos Nachhut von Lothar angegriffen und geschlagen. Lothars Bruder Karl von Niederlothringen hatte an dem Feldzug auf Ottos Seite teilgenommen; der Plan, ihn zum Gegenkönig zu erheben, scheiterte jedoch an mangelnder Resonanz im Westfrankenreich. Im Mai 980 trafen sich Lothar und Otto an der Grenze in Margut-sur-Chiers und schlossen Frieden; Lothar musste auf Lothringen verzichten.
Der Verlauf dieses Krieges wird von manchen Historikern als wichtige Etappe auf dem Weg zur Entstehung Deutschlands und Frankreichs angesehen, weil sich im Westfrankenreich anscheinend ein deutliches quasi „nationales“ Zusammengehörigkeitsgefühl zeigte, im Gegensatz zu den traditionellen, durch persönliches Machtstreben der Adligen veranlassten Allianzbildungen quer über die Reichsgrenzen hinweg. Während früher gewöhnlich die ostfränkische Seite entweder mit rebellischen Vasallen des westfränkischen Herrschers verbündet war oder im Einvernehmen mit dem Westfrankenkönig gegen dessen innere Widersacher vorging, trug diesmal der westfränkische Adel die Kriegspolitik seines Herrschers einhellig mit. Es ist davon auszugehen, dass dieser Konflikt zur Ausprägung eines eigenständigen Identitätsbewusstseins im Westfrankenreich beigetragen hat, doch ist strittig, in welchem Ausmaß dies der Fall war. Eine Ausnahme bildete das Verhalten Karls von Niederlothringen, der im herkömmlichen Stil aus persönlichem Ehrgeiz die Front wechselte.

## Letzte Regierungsphase (983–986)
Nach dem 983 eingetretenen Tod Ottos II. nahm Lothar seine aggressive Ostpolitik wieder auf. Er besetzte 984 Verdun, einen wichtigen Handelsplatz, und unterstützte eine ostfränkische Adelsopposition gegen Ottos minderjährigen Nachfolger Otto III. Zwar musste er zunächst einem Gegenangriff des Grafen Gottfried von Verdun und des Herzogs Dietrich I. von Oberlothringen weichen, doch gelang es ihm im März 985, Verdun erneut zu erobern und Gottfried und Dietrich gefangen zu nehmen. Mitten in der Planung neuer Unternehmungen zur Expansion nach Osten starb Lothar, erst vierundvierzigjährig, am 2. März 986 nach kurzer Krankheit. Er wurde in Reims in der Basilika Saint-Remi beerdigt.
Seine Nachfolge hatte Lothar gesichert, indem er bereits am 8. Juni 979 seinen noch minderjährigen Sohn Ludwig V. zum Mitkönig erheben ließ. Sein Versuch, in Aquitanien ein Unterkönigtum für Ludwig einzurichten, blieb aber erfolglos.

## Familie
Lothar war seit Anfang 966 mit Emma von Arles (* wohl 948; † 12. Oktober eines unbekannten Jahres nach 988) verheiratet, der Tochter von König Lothar II. von Italien und Adelheid von Burgund. Mit ihr hatte er zwei Kinder:
- Ludwig V. der Nichtstuer (* wohl 966/967; † 987), ⚭ 982 Adelheid von Anjou, Tochter von Fulko II., Graf von Anjou
- Otto († 18. November eines Jahres wohl vor 986), Domherr zu Reims

Außerdem hatte Lothar uneheliche Kinder, darunter:
- Arnulf (* vor 967; † 5. März 1021), 988–991 und 999–1021 Erzbischof von Reims
- Richard († nach 991)